# Sperone Westwater
Sperone Westwater ist eine amerikanische Galerie für zeitgenössische Kunst in New York.

## Geschichte
Die Galerie wurde 1975 von Angela Westwater, Gian Enzo Sperone und Konrad Fischer als Sperone Westwater Fischer in New York gegründet. Bereits seit 1963 bestand die Sperone Gallery von Gian Enzo Sperone in Turin, während Konrad Fischer 1967 eine Galerie in Düsseldorf eröffnet hatte. Westwater war zuvor Chefredakteurin der Kunstzeitschrift Artforum „[...] and feed up with words.“ Die Galerie der drei Kunsthändler hatte ihr Domizil an der 142 Green Street in SoHo. 1982 schied Fischer aus, der Name der Galerie wurde auf das heutige Sperone Westwater geändert und weitere Ausstellungsflächen in der 121 Greene Street hinzugenommen. 2002 zog sie in großzügigere Räume im Meatpacking District.

## Galeriehaus von Norman Foster
Im September 2010 eröffnete die Galerie ihr neues Haus an der Lower East Side. Sperone Westwater war damit einer der ersten großen Kunsthandlungen, die an die Bowery zogen. Das neue Haus mit einer nur 7,5 Meter breiten Straßenfront bei 30 Metern Tiefe wurde von dem britischen Büro Foster + Partners geplant. Der achtstöckige Bau mit 1800 m² Fläche erhielt eine Fassade aus Glas, das von schwarzlackierten Metallrahmen gefasst wird. Hinter der durchsichtigen Glasfassade bewegt sich ein überdimensionaler roter Aufzug, der als Lastenaufzug genutzt wird, aber auch als „moving room“ zu Ausstellungszwecken verwendet werden kann. In den unteren drei Etagen finden Wechselausstellungen statt, die weiteren Stockwerke sind für die Bibliothek, für Büroraume und private Schauräume vorgesehen. Die erste Ausstellung galt Guillermo Kuitac, mit der Installation Le Sacre von 1992.

## Vertretene Künstler
Neben den Künstlern der europäischen Galerien von Sperone und Fischer, wie Carl Andre, Sandro Chia, Francesco Clemente, Enzo Cucchi und Mario Merz vertrat die Galerie in den 1970er und 1980er Jahren in den USA auch Gerhard Richter. Heute zählen unter anderen Richard Long, Bruce Nauman, Julian Schnabel und Not Vital zu den Stammkünstlern der Galerie.

## Schriften
- Michael Auping (Text): Bruce Nauman: Drawings for installations. Sperone Westwater, New York 2008, ISBN 978-0-9799458-4-7.
- Luca Beatrice: Mario Schifano: Paintings 1960–1966. Skira, Mailand / Sperone Westwater, New York, 2007, ISBN 978-88-6130-043-9.
- Francesco Clemente: Two garlands. Sperone Westwater, New York 1986.
- Emili Y. Braun: Mario Merz – The Magnolia Table. Sperone Westwater, New York 2007,  ISBN 978-0-97994581-6.
- Robert Rosenblum u. a.: Giorgio de Chirico, Francis Picabia, Andy Warhol : A triple alliance. Sperone Westwater, New York 2003.